# Abel Foullon
Abel Foullon (1513-1563 o 1565) fue un ingeniero francés, autor de varios libros técnicos, director de la casa de la moneda para el rey Enrique II de Francia y también su ingeniero, puesto en el que sucedió a Leonardo da Vinci.

## Semblanza
Foullon nació en la localidad de Loué hacia 1514. Valet de Enrique II de Francia, fue matemático, traductor y poeta. En 1545 se casó con Catalina, hermana del retratista François Clouet. Falleció en Orleans en 1563.

## Holómetro

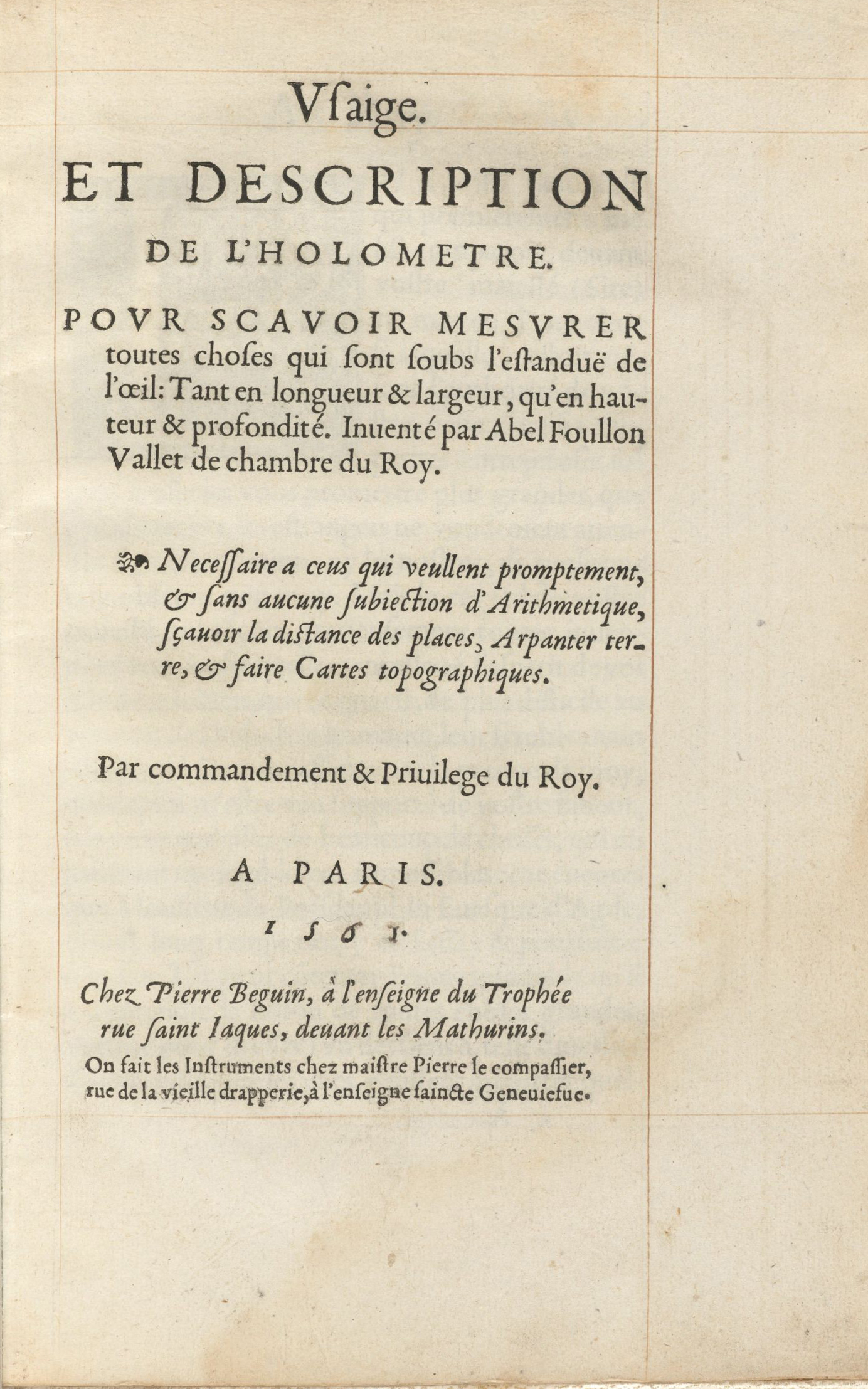
Usaige et description de l'holomètre, 1567

Su holómetro es un instrumento para realizar mediciones angulares para topografía. En 1551, Enrique II le concedió un monopolio exclusivo de 10 años sobre el holómetro a cambio de publicar una descripción del mismo. La descripción de una invención en una patente se denomina "especificación" de patente. Esta primera especificación de patente se tituló "Usage & Description de l'holomètre". La publicación se retrasó hasta después de que la patente expirara en 1561.

## Obras publicadas
- Abel Foullon, Usage et description de l'holomètre, París: P. Béguin, 1567.
- Chevalier de Brunet-Varennes: Holometer, oder neues sehr genaues Instrument, um Zeichnungen in der Geometrie, so wie alle Zeichnungen nach der Perspectiv-Kunst zu erleichtern. 15 S. Mit 1 Taf. En: Revista Politécnica. Hrsg. JG Dingler. Bd. 34.; Erschienen: Stuttgart, Cotta, 1829.